# Вести ФМ
Радиостанция «Вести FM» — российская информационная радиостанция. Входит в холдинг ВГТРК. Начало вещания — 5 февраля 2008 года в 06:00 утра по московскому времени.

## История
Вышла в эфир 5 февраля 2008 года в Москве на частоте 97,6 МГц. Если в начале радиостанция вещала только в Москве и Санкт-Петербурге, то сегодня сеть вещания «Вестей FM» включает более 60 населённых пунктов России.
С 06:59:50 15 мая 2014 года радиостанция обновила оформление эфира, которое было анонсировано до этого в течение месяца.

## Аудитория
Аудитория «Вестей FM» — преимущественно мужчины (35+). Доход на члена семьи — средний и выше среднего.
26 июня 2015 года радиостанция «Вести FM» стала лауреатом премии «Радиомания» за профессиональное мастерство и самое значительное увеличение аудитории среди информационных радиостанций в сезоне 2014—2015.
В конце сентября 2016 года радиостанция на своём сайте назвала себя «абсолютным лидером среди информационных радиостанций по численности суточной аудитории».

## Информационные приоритеты
- Международная политика и мировая экономика;
- События в России и на постсоветском пространстве;
- Спорт, высокие технологии[источник не указан 703 дня], актуальная культура[источник не указан 703 дня].

## Программы и ведущие
- Новости — информационные выпуски с Лорой Стадницкой.
- «Принцип действия» — разговор на актуальные темы с известными политиками, общественными деятелями, публицистами. Ведущая — Анна Шафран.
- «Формула смысла» — утренняя информационно-аналитическая программа с Дмитрием Куликовым и Гией Саралидзе.
- «Полный контакт» — утреннее шоу на актуальные темы Владимира Соловьёва
- «От трех до пяти» — дневная информационно-аналитическая программа с Евгением Сатановским и Сергеем Корнеевским.
- «Искусство жить» — программа Елены Щедруновой.
- «Информбистро» — пятничная итоговая программа.
- «Авторазборки» — новости мирового автопрома. Ведущий программы Александр Злобин обсуждает с ведущими автоэкспертами страны.
- «Медвежий угол» — программа журналиста Андрея Медведева.
- «Субъектив» — программа журналиста-международника Петра Фёдорова.
- «Голевая передача» — программа о футболе. Выходит в эфир по воскресеньям с Евгением Ловчевым.
- «От Микояна до Мамиконяна» — еженедельная программа о здоровом питании. Ведущие — Мушег Мамиконян и Валерий Санфиров.
- «Удачный сезон» — всё о загородной жизни с Андреем Тумановым.
- «Железная логика» — программа Сергея Михеева и Сергеем Корнеевским.
- «Вопросы истории» с Андреем Светенко и Арменом Гаспаряном.
- «Уроки русского» — программа о русском языке с Владимиром Аннушкиным.
- «Киевский тупик» — программа об Украине с Ростиславом Ищенко.
- «Культурное путешествие» — передача о достопримечательностях городов России и зарубежья с Полиной Ступак и Маратом Сафаровым.
- «Нацвопрос» — программа Гии Саралидзе, Армена Гаспаряна и Марата Сафарова.
- «Неделя в цифрах» — недельная аналитика с экономическим уклоном. Ведущие — Никита Кричевский и Сергей Корнеевский.
- «Служебный вход» — еженедельная передача о русском театре с Григорием Заславским.
- «Восточная шкатулка» — еженедельная передача (выходит по средам) востоковеда Алексея Маслова, посвящённая различным вопросам связанным со странами Азии.
- «Час милитариста» — еженедельная передача с ведущими Евгением Сатановским и военным обозревателем Михаилом Ходорёнком.

Соловьев live ежедневная итоговая программа выходит по будням с 19-21 в субботу с 20-23

## Команда

### Руководство
- Екатерина Щекина
- Александр Злобин

### Ведущие новостей
- Руслан Букатаев
- Степан Гришин
- Павел Казанцев
- Анатолий Молчанов
- Алексей Петров
- Лора Стадницкая
- Наталья Христова
- Евгений Яковлев

### Журналисты
- Александр Санжиев
- Александра Писарева
- Александр Андреев
- Андрей Хохлов
- Андрей Светенко
- Борис Бейлин
- Валерий Санфиров
- Валерий Емельянов
- Вера Десятова
- Николай Осипов
- Руслан Быстров
- Наталья Мамедова
- Григорий Заславский
- Максим Кононенко
- Владимир Соловьёв
- Сергей Гололобов
- Владимир Аверин
- Анна Шафран
- Гия Саралидзе
- Ольга Бадьева
- Ольга Матвеева
- Марина Костюкевич
- Павел Анисимов
- Сергей Корнеевский
- Сергей Артёмов
- Екатерина Некрасова
- Татьяна Гусева
- Илья Ежов

## Скандалы
26 февраля 2011 года журналист Дмитрий Губин, который вёл на радиостанции передачу «Утро с Дмитрием Губиным», сообщил в своём ЖЖ об увольнении с радиостанции. Причиной стала его критика губернатора Санкт-Петербурга Валентины Матвиенко. В качестве официальной причины увольнения было названо нарушение договора подряда, рассчитанного на один месяц. В то же время генеральный продюсер радиостанции Анатолий Кузичев заявил о том, что увольнение ведущего было вызвано «стилистическими разногласиями».
В июне 2017 года широкий общественный резонанс в России вызвал фрагмент радиопередачи «Полный контакт», в рамках которого её ведущий Владимир Соловьёв назвал участников антикоррупционной акции в Москве на Тверской, которую власти считают несогласованной, «вечными двумя процентами дерьма», «детьми коррупционеров» и «мажористыми придурками», а также заявил, что «если бы не полиция, народ бы этих просто растерзал». Это заявление было подвергнуто критике со стороны участников протестных акций. Критический обзор этой ситуации дал Александр Невзоров. Соловьёв продолжил использовать резкие оценочные суждения и реплики в адрес некоторых слушателей и оппозиционно настроенных российских журналистов и в следующих передачах.

## Вещание
Радиостанция «Вести FM» входит в первый мультиплекс цифрового телевидения России.
Частота аналоговых передатчиков указана в мегагерцах, если не указано иное.

### Фактическое вещание
- Анапа — 91,4[источник не указан 3367 дней]
- Архангельск — 90,8[12]
- Ассиновская — 104,2[1]
- Астрахань — 107,4[13]
- Барнаул — 101,5[1]
- Белая Калитва — 104,7[источник не указан 3367 дней]
- Белгород — 105,9[2]
- Борзой — 101,3[1]
- Брянск — 104,0[14]
- Великий Новгород — 102,2[1]
- Владивосток — 89,8[1]
- Владикавказ — 106,3[1]
- Волгоград — 106,8[1]
- Волгодонск — 105,8[источник не указан 3367 дней]
- Волжский — 106,8[2]
- Воронеж — 96,3[источник не указан 3123 дня]
- Горагорск — 103,3[1]
- Гудермес — 102,6[1]
- Дёгтево — 104,5[источник не указан 3367 дней]
- Джанкой — 96,4[1]
- Донецк — 106,4 и 99,0 (с радио «Республика»)[источник не указан 3496 дней]
- Дышне-Ведено — 106,2[1]
- Евпатория — 103,0[1]
- Екатеринбург — 96,3[1]
- Иваново — 100,7[15]
- Ижевск — 104,9[1]
- Иркутск — 101,7[1]
- Казань — 94,3[16]
- Калининград — 95,1[1]
- Каменск-Шахтинский — 91,0[источник не указан 3367 дней]
- Каргалинская — 101,4[1]
- Кемерово — 90,6[1]
- Керчь — 91,6[источник не указан 3423 дня]
- Киров — 105,3[17]
- Константиновск — 102,5[источник не указан 3367 дней]
- Краснодар — 100,6[1]
- Красноперекопск — 102,6[1]
- Красноярск — 94,0[1]
- Курск — 102,9[18]
- Липецк — 90,3[19]
- Луганск — 107,9[источник не указан 3437 дней]
- Махачкала — 100,3[1]
- Морозовск — 106,5[источник не указан 3367 дней]
- Москва — 97,6[1]
- Мурманск — 97,2[1]
- Набережные Челны — 91,1[20]
- Нар — 104,7[1]
- Наурская — 96,2[1]
- Нефтекамск - 96,5[1]
- Нижневартовск — 91,1[источник не указан 3367 дней]
- Нижний Новгород — 98,6[1]
- Новокузнецк — 95,2[1]
- Новосибирск — 104,6[1]
- Норильск — 90,3
- Ойсхара — 91,3[1]
- Омск — 107,8[1]
- Оренбург — 90,5[21]
- Орёл — 92[22]
- Пенза — 96,0[23]
- Первоуральск - 88,0
- Пермь — 88,5; РТС-3[24]
- Петропавловск-Камчатский — 107,0[источник не указан 3367 дней]
- Россошь — 93,8
- Ростов-на-Дону — 90,2[25]
- Рязань — 97,7[26]
- Сальск — 102,8[источник не указан 3367 дней]
- Самара — 93,5[1]
- Санкт-Петербург — 89,3[1]
- Саранск — 90,6[27]
- Саратов — 100,2[28]
- Севастополь — 90,8[источник не указан 3403 дня]
- Симферополь — 87,5[источник не указан 3423 дня]
- Ставрополь — 96,3[2]
- Сургут — 100,7[1]
- Таганрог — 104,4[1]
- Тазбичи — 106,5[1]
- Тверь — 92,7[1]
- Тобольск — 105,7[источник не указан 3367 дней]
- Тольятти — 87,5[1]
- Томск — 91,1[1]
- Тула — 100,9[29]
- Тюмень — 103,6[1]
- Улан-Удэ — 88,4[30]
- Ульяновск — 102,5[1]
- Уфа — 102,1[31]
- Феодосия — 104,2[источник не указан 3423 дня]
- Хабаровск — 104,8[1]
- Цхинвал — 104,5[источник не указан 3341 день]
- Чебоксары — 98,5[32]
- Челябинск — 92,6[33]
- Череповец — 100,7
- Чита — 101,5[34]
- Южно-Сахалинск — 107,2[35]
- Элиста — 105,6[36]
- Эльхотово — 102,2[1]
- Ялта — 107,9[источник не указан 3423 дня]
- Ярославль — 99,9[37]

В 2014 году начато вещание (взамен ликвидированной радиостанции «Голос России») на средних волнах с передатчиков, расположенных:
- в Григориополе (Приднестровье) — 1413 кГц, мощность 500 кВт[39]
- в Калининградской области — 1215 кГц
- в Краснодарском крае — 1089 кГц

Передатчики в Краснодарском крае и Калининградской области отключены в декабре 2014 года.

### Планируемое вещание
- Бирск — 88,0
- Тарко-Сале — 107,4

### Частота молчит
- Нар — 104,7
- Эльхотово — 102,2

### Вещание прекращено
- Азов — 66,41 (частота закрыта)
- Ахтубинск — 96,3 (заменено на Радио Дача)
- Вёшенская — 105,5 (частота закрыта)
- Евпатория — 105,2 (заменено на Европа Плюс) и 107.5 (заменено на Дорожное Радио)
- Иркутск — 101,7 (частота закрыта)
- Казань — 93,1 (заменено на Радио Искатель, ныне Радио Тартип)
- Красный Сулин — 106,4 (частота закрыта)
- Мурманск — 107,8 (частота закрыта)
- Набережные Челны — 90,2 (заменено на Радио Искатель, ныне Радио Тартип)
- Нальчик — 107,4 (частота закрыта)
- Наро-Фоминск — 70,94 (заменено на Радио России)
- Нижневартовск — 91,1 (частота закрыта)
- Новосибирск — 69,26 (заменено на Радио Маяк, ныне частота закрыта)
- Россошь — 101,9 (частота закрыта)
- Севастополь — 102,0 (заменено на Севастополь FM)
- Северодвинск — 105,7 (заменено на Эхо Москвы, ныне Business FM)
- Соликамск — 95,1 (заменено на Радио 7, ныне Маруся FM)
- Степное — 69,50 (заменено на Радио Юность, ныне частота закрыта)
- Таганрог — 104,4 (заменено на Радио КП, ныне Русское радио) и 105,4 (заменено на FM-на-Дону)
- Тюмень — 103,6 (частота закрыта)
- Улан-Удэ — 101,3 (заменено на NRJ)
- Ульяновск — 102,5 (частота закрыта)
- Уфа — 88,2 (заменено на NRJ)
- Челябинск — 106,8 (заменено на Радио Искатель, ныне Радио Ваня) и 107,8 (заменено на Comedy Radio, ныне частота закрыта)
- Шахты — 106,8 (заменено на FM-на-Дону)